# 756 TCN
756 TCN là một năm trong lịch La Mã.